# Tây An, Mẫu Đơn Giang
Tây An (chữ Hán giản thể: 西安区, âm Hán Việt: Tây An khu) là một quận thuộc địa cấp thị Mẫu Đơn Giang, tỉnh Hắc Long Giang, Cộng hòa Nhân dân Trung Hoa. Quận Tây An có diện tích 325 km², dân số 210.000 người. Mã số bưu chính của quận Tây An là 157000. Quận Tây An được chia thành 6 nhai đạo biện sự xứ: Tiên Phong, Hoả Cự, Lập Tân, Mẫu Đơn, Giang Tân, Duyên Giang và 1 trấn Ôn Xuân.